# Цар, Перо
Пе́ро Цар (словен. Pero Car; 2 апреля 1920, Новаки, Донья-Стубица, Королевство сербов, хорватов и словенцев — 15 ноября 1985, Загреб, СФРЮ) — югославский военный и общественно-политический деятель, участник Народно-освободительной борьбы, Народный герой Югославии (1953), председатель Президиума Социалистической Республики Хорватии (1985).

## Биография
Родился в Новаки под Донья-Стубицей в бедной семье. В Загребе он выучился на электрика и работал там до 1938 года. Ещё во время учёбы вступил в профсоюз и принимал участие в нескольких забастовках. С конца 1938 года постоянно проживал в Новске, куда переехали его родители.
Переехав в Новску он начал работу над созданием молодёжной коммунистической организации. В 1939 году он был избран секретарём Котарского комитета Союза коммунистической молодёжи Югославии от Новски, а в декабре того же года был принят в Коммунистическую партию Югославии. Перо Цар принимал активное участие в деятельности Коммунистической партии Хорватии, за что несколько раз был арестован, в том числе дважды — после оккупации Югославии: первый раз в мае (был отпущен), второй — в октябре за нелегальную работу. Его освободили, открыв дверь камеры специально изготовленным ключом. После бегства из усташской тюрьмы Перо Цар перебрался на свободную территорию.

### Народно-освободительная борьба
В течение всей Народно-освободительной войны Югославии Перо Цар участвовал в боях на передовой и в руководстве движением. Занимал посты комиссара роты, комиссара батальона, заместителя политрука 12-й Славонской бригады и заместителя политрука дивизии.
В 1943 году 12-я Славонская бригада оказалась в окружении превосходивших по численности немецко-усташских войск. В расположении бригады было много раненых, женщин, детей и стариков. Гитлеровцы занимали выгодные позиции и постоянно обстреливали позиции бригады. Как член штаба, Перо Цар находился в батальоне, который получил приказ прорвать кольцо окружение на одной из высот. Бойцы нанесли неожиданный удар по позициям немцев и прорвали окружение, позволив гражданским лицам беспрепятственно выбраться на свободу, а раненых перевести в безопасное место. В том же году Цар участвовал во всех боевых действиях бригады: дважды он сражался за Вочин, воевал под Нашицей, Подравской-Слатиной, Вировитицей и другими местечками. Участвовал в подрыве железной дороги Загреб — Белград, участка дороги Банова-Яруга — Винковац, сражениях в Хорватском Загорье и битве за Лепоглаву. После выхода 12-й Славонской бригады в Боснию участвовал в сражениях за освобождение Прнявора и Баня-Луки.
В 1944 году Цар был членом штаба и заместителем политического комиссара Осиекской бригады 12-й Славонской дивизии, участвовавшей в боях у Джакова, Нашице и за освобождение Подгорача. В апреле 1945 года Цар, будучи секретарём окружного комитета КПХ Нова-Градишка, возглавил отряд из 15 человек, который вывел из Пакраца группу из 5-6 тысяч беженцев (женщин, детей и стариков) и больницу с ранеными и больными. Противник отступал по всему Сремскому фронту на запад, и был риск того, что переход отряда обнаружат и совершат нападение. Однако никто не попал в плен к противнику, и Цар успешно вывел людей из опасной зоны.

### Послевоенная карьера
После освобождения окончил политическую школу имени Джуро Джаковича в Белграде. Занимал различные политические должности: организационный политический секретарь Осиекского окружного комитета Коммунистической партии Хорватии, организационный секретарь Загребского городского комитета Союза коммунистов Хорватии и ЦК Союза коммунистов Хорватии, член Главного комитета Социалистического союза трудового народа, заместитель председателя Сабора Социалистической Республики Хорватия, депутат Союзной Скущины СФРЮ. Член Совета Федерации СФРЮ, член Президиума Союза антифашистских бойцов и антифашистов Хорватия в 1972—1978 годах, активный общественно-политический деятель.
Как член Исполнительного вече Сабора, исполнял обязанности республиканского секретаря по вопросам сухопутного и морского транспорта. Участник конгрессов Союза коммунистов Хорватии, Союза коммунистов Югославии, Союза объединения ветеранов Народно-освободительной войны Югославии в Хорватии. Директор предприятия «Нафта», президиум Союза авиатранспорта Хорватии и Авиационного союза Югославии.
10 мая 1985 года Цар занял должность Председателя Президиума СР Хорватии после ухода Якши Петрича. 15 ноября 1985 года он скончался после продолжительной болезни, будучи на посту Председателя. Преемником его стала Эма Дероси-Белаяц.
Награждён памятным партизанским знаком 1941 года и рядом других югославских наград, в том числе и Орденом Народного героя Югославии (указ от 23 июля 1953 года).